# Kortnäbbad elenia
Kortnäbbad elenia (Elaenia parvirostris) är en fågel i familjen tyranner inom ordningen tättingar.

## Utseende och läte
Kortnäbbad elenia är en rätt liten tyrann med mycket alldagligt utseende. Ovansidan är gråbrun och undersidan vitaktig. Den har en tunn vit ögonring, skäraktigt längst in på näbben och tre ljusa vingband. Karakteristiskt är tydligt rundat huvud med endast antydan till en huvudtofs. Den är mycket lik vittofsad elenia, men denna har mindre tydlig ögonrygg och endast två vingband. Lätena återges i engelsk litteratur som sträva "wh’eer", snabba "tweedle-twee" och enkla "pip".

## Utbredning och systematik
Fågeln förekommer från södra Brasilien till Bolivia och centrala Argentina. Vintertid flyttar den norrut upp till Colombia. Den behandlas som monotypisk, det vill säga att den inte delas in i några underarter.

## Status
Arten har ett stort utbredningsområde och beståndet anses stabilt. Internationella naturvårdsunionen IUCN listar den därför som livskraftig (LC).

## Namn
Elenia är en försvenskning av det vetenskapliga släktesnamnet Elaenia, som i sin tur kommer från grekiskans elaineos, "från olivolja", det vill säga olivfärgad.